# Fruitvale Station (película)
Fruitvale Station es una película dramática estadounidense del 2013, escrita y dirigida por Ryan Coogler. Es el primer largometraje de Coogler y se basa en los acontecimientos que condujeron a la muerte de Oscar Grant, un hombre joven que fue asesinado por un policía de Bay Area Rapid Transit (BART), el oficial Johannes Mehserle, en la estación Fruitvale  en Oakland (California).
La película está protagonizada por Michael B. Jordan como Oscar Grant. Forest Whitaker es uno de los productores de la película. Kevin Durand y Chad Michael Murray interpretan a los dos policías BART implicados en la muerte de Grant. Los nombres de los oficiales fueron cambiados para la película.
Fruitvale Station debutó en el Festival de Sundance 2013, donde ganó el Gran Premio de Jurado y el Premio de Audiencia para "película drama estadounidense". Fue presentada en el Festival de Cannes 2013 en la sección de Un certain regard en donde ganó el premio para Ópera prima. La película se estrenó en cines de Estados Unidos el 12 de julio de 2013. Recibió elogios de la crítica tras su estreno y obtuvo premios.

## Argumento
La película cuenta la historia de Oscar Grant III, un joven de 22 años de edad de Hayward, California y sus experiencias en el último día de su vida, antes de que le disparara mortalmente un policía BART en la madrugada del día de año nuevo de 2009. La historia comienza con Oscar y su novia Sophina dejando a su hija Tatiana en la guardería. Oscar se detiene por su trabajo en el mostrador de una tienda de abarrotes de la cual había sido despedido hace dos semanas algunos inconvenientes. El deja la marihuana en un esfuerzo para estar en un buen camino y luego asiste a la fiesta de cumpleaños de su madre. Ella le anima a tomar el tren de San Francisco para llegar a las fiestas de año nuevo. Oscar junto con sus amigos suben al tren.

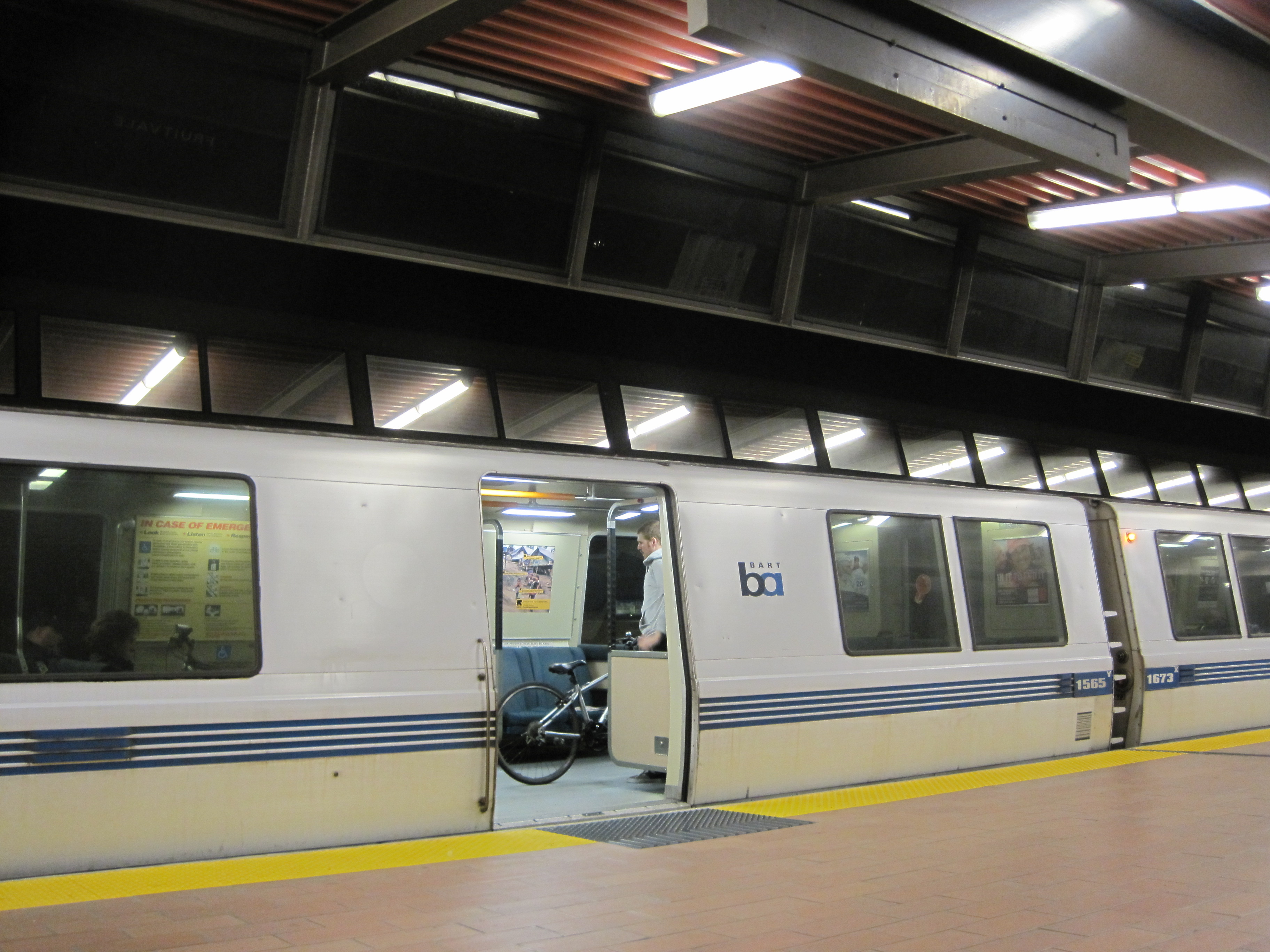
Estación Fruitvale

En el tren de regreso, un cliente de la tienda de comestibles reconoce a Oscar y lo llama por su nombre, que le lleva a ser identificado por un excompañero preso, lo cual conduce a una pelea. Y entonces los policías se dan cuenta de lo que está sucediendo y sacan a Oscar y a sus amigos del tren y uno de los oficiales pone a Oscar de espalda con las manos en la cabeza en lo que Óscar comienza a defenderse del otro que comenzó a pelear, pero esto no sirve de nada porque el oficial comienza a golpear a Oscar. Varias personas comenzaron a grabar con sus celulares lo que estaba sucediendo en la estación Fruitvale y entonces Sophina se acerca a la entrada de la estación para acceder en busca de su esposo Oscar, pero en eso escucha un disparo, y ve cómo sacan a Oscar herido de la estación. Los amigos de Oscar se liberan y se reúnen con la madre de Oscar y su novia en el hospital. Sophina recoge Tatiana de casa de la hermana de Sophina donde pasó la noche.

## Reparto
- Michael B. Jordan como Oscar Grant III.
- Octavia Spencer como Wanda Johnson.
- Melonie Diaz como Sophina Mesa.
- Ahna O'Reilly como Katie.
- Kevin Durand como el Oficial Caruso (inspirado en el Oficial Tony Pirone).
- Chad Michael Murray como el Oficial Ingram (inspirado en el Oficial Johannes Mehserle).
- Ariana Neal como Tatiana.
- Caroline Lesley como Steph.
- Jonez Cain como Danae.

## Producción

### Desarrollo
Ryan Coogler fue un estudiante graduado de la Universidad al Sur de California Escuela de Artes Cinematográficas, cuando le dispararon a Grant el 1 de junio de 2009. ¿Después de este acontecimiento, Coogler expresó su deseo de hacer una película sobre el último día de Grant, "quería que la audiencia conociera a este hombre, ya que no es igual que leer en el periódico, ya sabes lo que quiero decir? Cuando conoces a alguien como un ser humano, sabes que la vida significa algo." Él fue capaz de conocer a John Burris, el abogado de la familia de Grant, a través de un amigo mutuo y trabajó estrechamente con él para conseguir información sobre el caso. También trabajó estrechamente con la familia de Grant, después de ganar su confianza.
En enero de 2011, la compañía productora de Forest Whitaker estaba buscando nuevos jóvenes cineastas a mentor. Coogler había conocido al jefe de producción, Nina Yang Bongiovi y le mostró sus proyectos. Poco después, tuvo un encuentro con Whitaker, quien decidió apoyar Fruitvale. Coogler se reunió con asesores de Sundance del área de guionistas. Él desarrolló el guion con la ayuda de asesores creativos Tyger Williams, Jessie Nelson y Zach Sklar. La película recibió el financiamiento de Feature Film Program (FFP) y la sociedad de cine de San Francisco.
Coogler tenía Michael B. Jordan en mente para desempeñar el papel de la concesión antes de escribir el guion. En abril de 2012, Jordan y Octavia Spencer formaban parte del elenco. Spencer también recibió un crédito de coproductora ejecutiva directamente participó en la financiación de la película y contactó a los inversionistas cuando el negocio se perdió durante la filmación. En particular, los inversionistas incluyen Kathryn Stockett, autor de The Help, una novela adaptada como una película de éxito. En abril de 2012, Hannah Beachler firmó para servir como diseñador de producción de la película.

### Filmación
Fruitvale Station se grabó en 20 días, en Oakland, California, en julio de 2012.

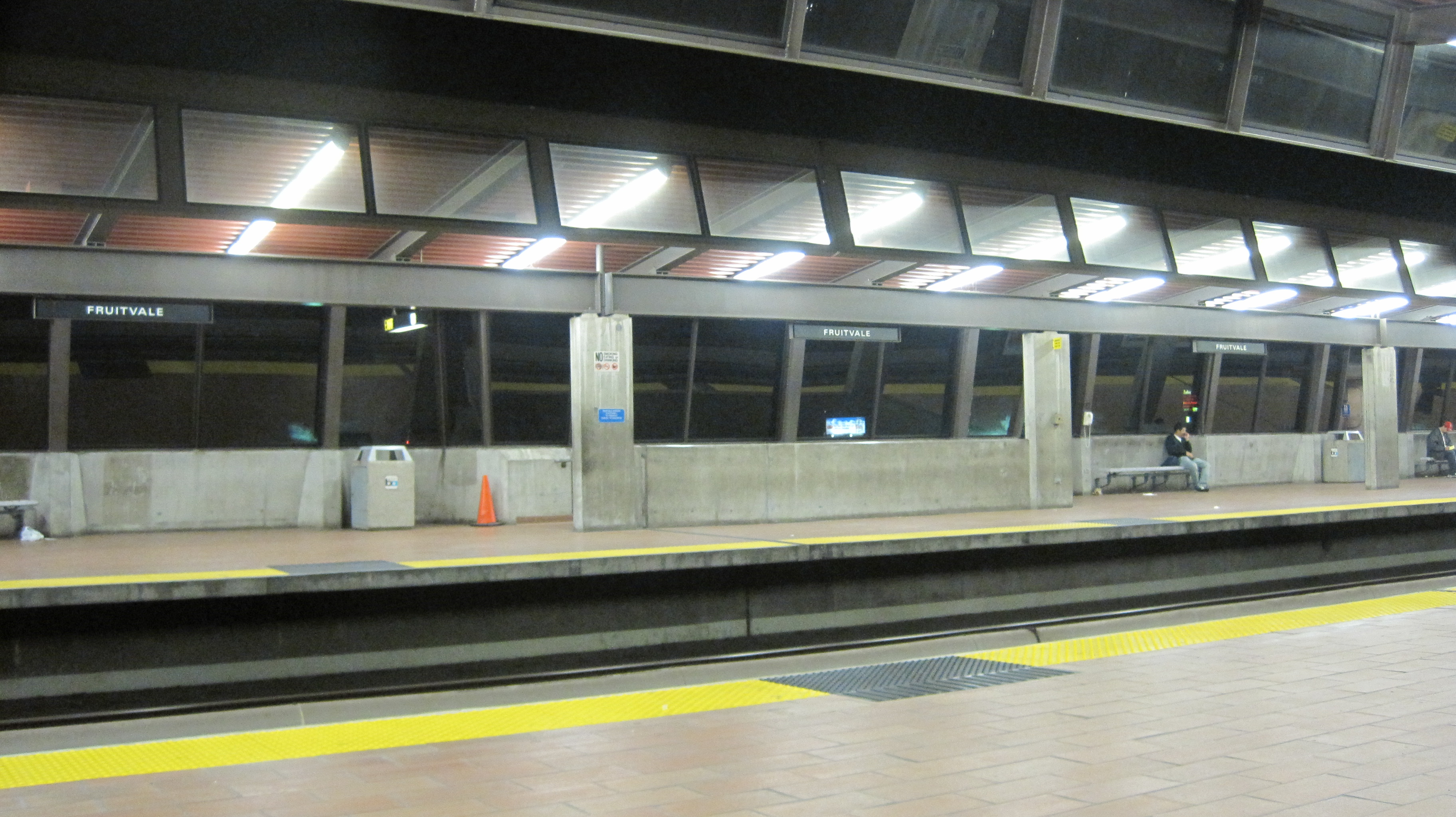
Parte de Fruitvale Station (Lugar de rodaje)

 Las escenas fueron rodadas dentro y alrededor de la plataforma BART donde Grant fue asesinado. El BART acordó dejar grabar la película en la estación Fruitvale durante tres noches de cuatro horas. La mayoría de las escenas de la plataforma fueron filmadas en el transcurso de dos noches (con otra noche dedicada a las secuencias en el tren que llevaron a la confrontación de la policía).La Prisión estatal de San Quentin sirvió como un rodaje de una escena de flashback con prisioneros destacados como extras.La película fue rodada en formato de Super 16 mm usando cámaras Arriflex 416 y lentes Zeiss Ultra 16.

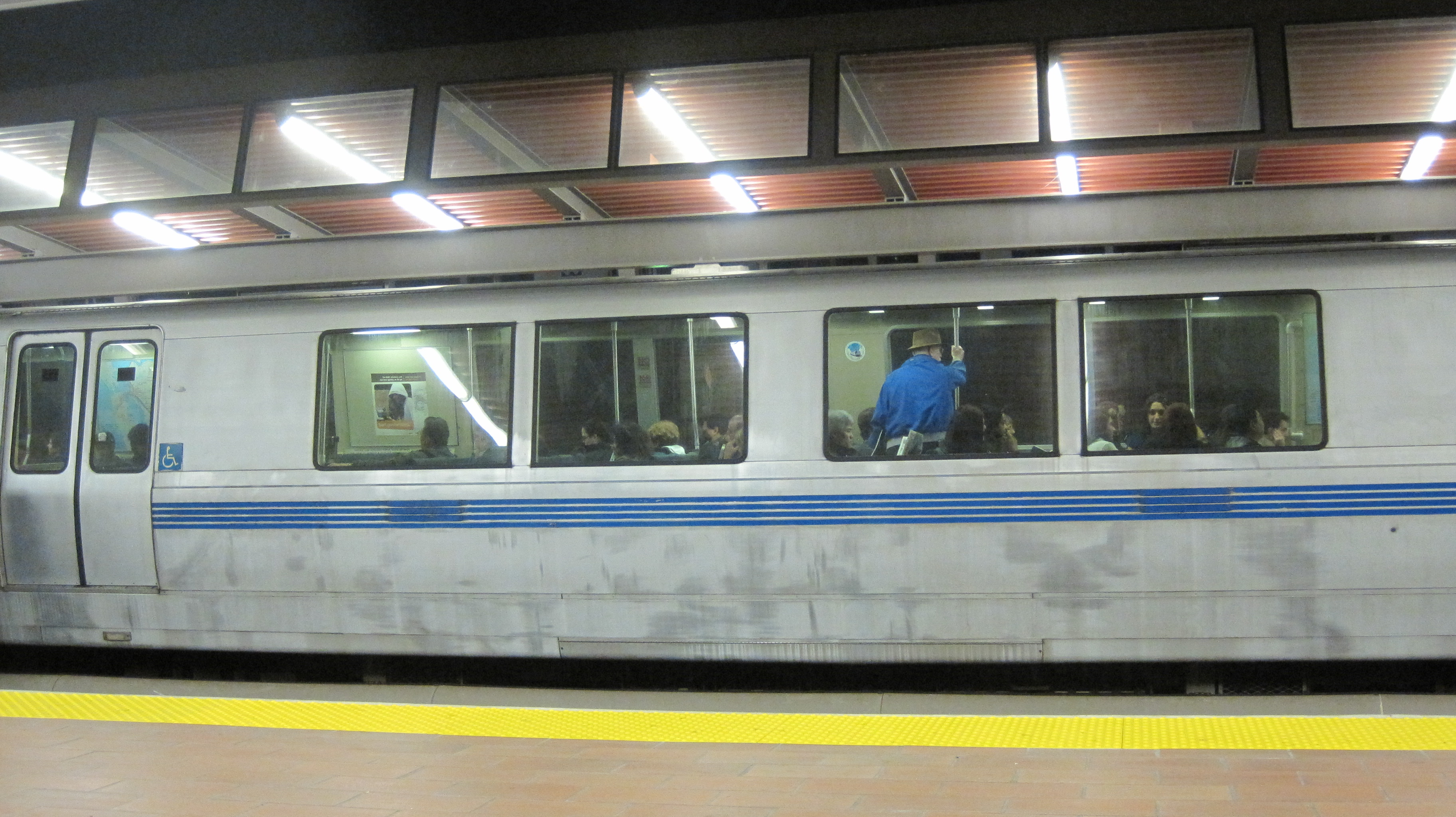
Lugar de rodaje

La película incluye cobertura real amateur del tiroteo. Coogler explicó la decisión: "eso era algo que estaba inicialmente muy firmemente en contra. No quiero ningún material real en la película. Pero a veces tienes que dar un paso atrás. Sabía que imágenes como la palma de mi mano, pero más gente de todo el mundo no tenía idea sobre esta historia. Tiene sentido para ellos ver esas imágenes y ver lo que pasó con Oscar, y creo que era una responsabilidad que teníamos poner ahí".

### Música
El soundtrack de Fruitvale Station fue compuesta por Ludwig Göransson. El soundtrack de Fruitvale Station en formato digital salió el 24 de septiembre de 2013 y el CD el 15 de octubre de 2013 a través de Lakeshore Records.
Lista de canciones

| Track listing |                            |                                                |          |  |
| N.º           | Título                     | Artist                                         | Duración |  |
| 1.            | «Mob Shit»                 | The Jacka, Cellski & Peezy                     | 4:40     |  |
| 2.            | «Rubber Band»              | Mar Keyes, William Peoples & Noah Coogler      | 4:04     |  |
| 3.            | «Won't Be Right»           | The Jacka & Cellski                            | 4:13     |  |
| 4.            | «Hey Little Mama»          | Mistah F.A.B, Johnny Ca$h & The Jacka          | 3:56     |  |
| 5.            | «Intelligent»              | Mar Keyes, William Peoples & Phillip Henderson | 3:25     |  |
| 6.            | «Tatiana»                  | Ludwig Göransson                               | 1:13     |  |
| 7.            | «Emi»                      | Ludwig Göransson                               |          |  |
| 8.            | «The Dog»                  | Ludwig Göransson                               | 1:18     |  |
| 9.            | «Prison»                   | Ludwig Göransson                               | 1:00     |  |
| 10.           | «Picking Up T»             | Ludwig Göransson                               | 0:44     |  |
| 11.           | «Undefeated»               | Ludwig Göransson                               | 0:26     |  |
| 12.           | «Love and Oprah»           | Ludwig Göransson                               | 0:36     |  |
| 13.           | «Dinner Tim»               | Ludwig Göransson                               | 1:38     |  |
| 14.           | «Tatiana and Firecrackers» | Ludwig Göransson                               | 1:13     |  |
| 15.           | «Gumbo»                    | Ludwig Göransson                               | 0:46     |  |
| 16.           | «Bart Station»             | Ludwig Göransson                               | 5:00     |  |
| 17.           | «Who's That For?»          | Ludwig Göransson                               | 2:30     |  |
| 18.           | «End Titles»               | Ludwig Göransson                               | 6:47     |  |
| 19.           | «Fruitvale Suite»          | Ludwig Göransson                               | 7:53     |  |

## Promoción
The Weinstein Company comisionó a pintar tres muros en Los Ángeles, New York y San Francisco por calles más conocidas con nombres de artistas; Ron English, Lydia Emily y LNY, en anticipación de la película.

## Lanzamiento
Fruitvale Station tuvo su premier el 19 de enero de 2013 durante el Festival de Sundance 2013, donde figuraba como Fruitvale antes de someterse a un cambio de título. Después tuvo premier en Festival de Sundance, la película estaba en el centro de una distribución de licitación de guerra.Los derechos de la película finalmente fueron adquiridos por The Weinstein Company por aproximadamente $2 millones de dólares. En mayo de 2013, Fruitvale Station apareció en la sección Un certain regard en el Festival de Cannes 2013 y ganó el premio de Ópera prima. 
La película se exhibió en cines el 12 de julio.

## Recepción de crítica
Fruitvale Station ha recibido elogios de la crítica generalizada. La película cuenta con un 95% de aprobación en el sitio web Rotten Tomatoes con un puntaje promedio de 8.2/10, basada en 157 comentarios. El consendo de críticos del sitio dice: "apasionado y actuado poderosamente, Fruitvale Station sirve como una celebración de la vida, la condena de muerte, y un triunfo para la estrella Michael B. Jordan." En Metacritic que asigna una media ponderada clasificación de 100 a las opiniones de los críticos, la película recibió una calificación promedio de 85, basada en 43 Comentarios, indicando "aclamación universal". CinemaScore informó que el público dio una calificación "A" media. Todd McCarthy de The Hollywood Reporter llamó "un debut convincente" y "una película potente función dramática". También elogió las actuaciones declarando: "como Oscar, Jordan en momentos emite vibraciones de un jovencísimo Denzel Washington en el camino combina suavidad y dureza; Él dibuja sin esfuerzo al espectador hacia él. Diaz es vibrante como su novia fiel y paciente, mientras que Spencer trae su prestancia en el procedimiento como su madre incondicional."

## Premios y nominaciones
| Año  | Premio                                            | Categoría                                         | Destinatario                 | Resultado |
| ---- | ------------------------------------------------- | ------------------------------------------------- | ---------------------------- | --------- |
| 2014 | AFI Awards, USA                                   | Película del año                                  | Película del año             | Ganadora  |
| 2014 | Acapulco Black Film Festival                      | Mejor interpretación del año                      | Michael B. Jordan            | Ganador   |
| 2014 | Acapulco Black Film Festival                      | Artista del año                                   | Forest Whitaker              | Nominados |
| 2014 | Acapulco Black Film Festival                      | Mejor actor                                       | Michael B. Jordan            |           |
| 2014 | Acapulco Black Film Festival                      | Película del año                                  |                              |           |
| 2014 | Acapulco Black Film Festival                      | Mejor guion                                       | Ryan Coogler                 |           |
| 2014 | Acapulco Black Film Festival                      | Mejor actriz de reparto                           | Octavia Spencer              |           |
| 2014 | Acapulco Black Film Festival                      | Mejor director                                    | Ryan Coogler                 |           |
| 2014 | African-American Film Critics Association (AAFCA) | Top 10 películas                                  | Top 10 películas             | 6° Lugar  |
| 2014 | African-American Film Critics Association (AAFCA) | Mejor película independiente                      | Mejor película independiente | Nominada  |
| 2014 | Austin Film Critics Association                   | Mejor Ópera prima                                 | Mejor Ópera prima            | Ganadora  |
| 2014 | Australian Film Institute                         | Mejor actriz de reparto                           | Octavia Spencer              | Nominada  |
| 2014 | BET Awards                                        | Mejor película                                    | Mejor película               | Nominados |
| 2014 | BET Awards                                        | Mejor actor                                       | Michael B. Jordan            |           |
| 2014 | Black Reel Awards                                 | Mejor película                                    | Mejor película               | Nominados |
| 2014 | Black Reel Awards                                 | Mejor actor en una película                       | Michael B. Jordan            |           |
| 2014 | Black Reel Awards                                 | Mejor actriz de reparto en una película           | Melonie Díaz                 |           |
| 2014 | Black Reel Awards                                 | Mejor actriz de reparto en una película           | Octavia Spencer              |           |
| 2014 | Black Reel Awards                                 | Mejor director en una película                    | Ryan Coogler                 |           |
| 2014 | Black Reel Awards                                 | Mejor guion (original o adaptado) en una película | Ryan Coogler                 |           |
| 2014 | Black Reel Awards                                 | Mejor reparto                                     |                              |           |
| 2014 | Black Reel Awards                                 | Mejor banda sonora                                | Ludwig Göransson             |           |
| 2014 | Black Reel Awards                                 | Mejor actriz revelación                           | Melonie Díaz                 |           |
| 2014 | Central Ohio Film Critics Association             | Mejor actor                                       | Michael B. Jordan            | Nominados |
| 2014 | Central Ohio Film Critics Association             | Artista revelación del cine                       | Ryan Coogler                 |           |
| 2014 | Image Awards                                      | Mejor película independiente                      | Mejor película independiente | Ganadora  |
| 2014 | Image Awards                                      | Mejor película                                    | Mejor película               | Nominados |
| 2014 | Image Awards                                      | Mejor actor en una película                       | Michael B. Jordan            |           |
| 2014 | Image Awards                                      | Mejor actriz de reparto en una película           | Octavia Spencer              |           |
| 2014 | Image Awards                                      | Mejor guion en una película                       | Ryan Coogler                 |           |
| 2014 | Independent Spirit Awards                         | Mejor ópera prima                                 | Mejor ópera prima            | Ganadora  |
| 2014 | Independent Spirit Awards                         | Mejor actor                                       | Michael B. Jordan            | Nominados |
| 2014 | Independent Spirit Awards                         | Mejor actriz de reparto                           | Melonie Díaz                 |           |